# 2005 în informatică
- 2004 în informatică — 2005 în informatică — 2006 în informatică

2005 în informatică a însemnat o serie de evenimente noi notabile:

## Premiul Turing
- Peter Naur